# Сиалк
Сиалк или Тепе-Сиалк (перс. تپه سیلک‎, букв. «холм Сиалк») — археологический памятник на территории центрального Ирана близ города Кашан, где обнаружены останки двух зиккуратов. Поселение существовало с эпохи неолита и до конца бронзового века.
Впервые Сиалк раскопала в 1930-е годы команда французских археологов во главе с Романом Гиршманом.

## Галерея

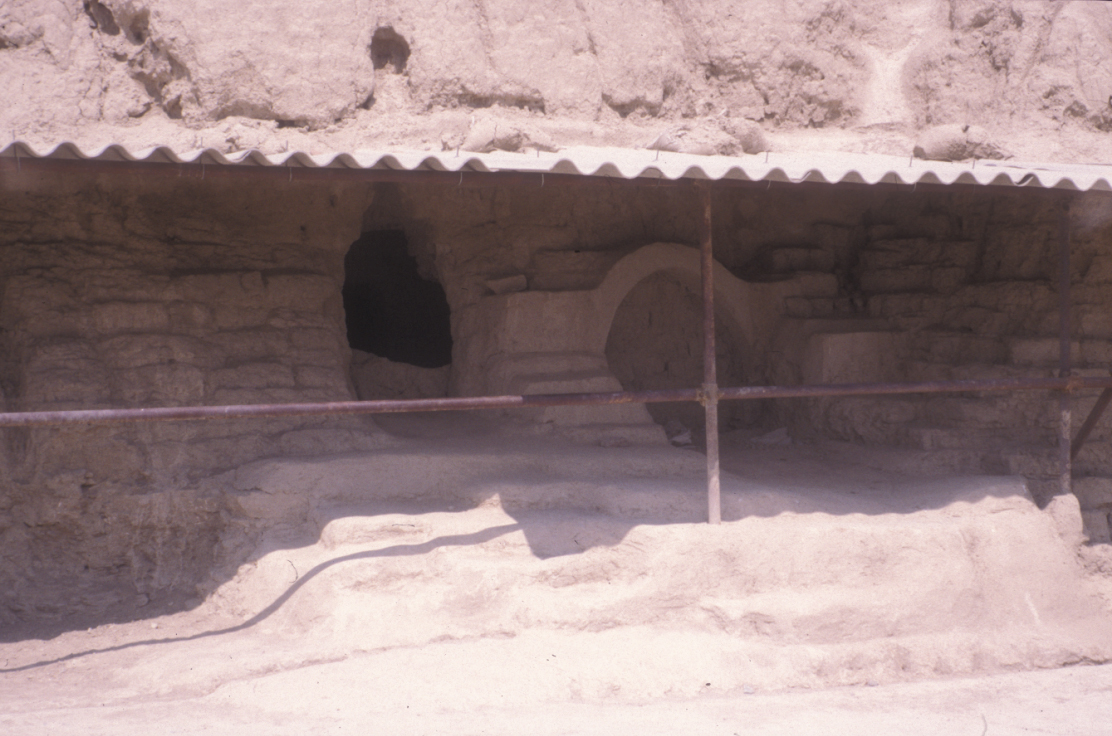
Скелет возрастом 5500 лет и другие артефакты представлены в экспозиции для посетителей.
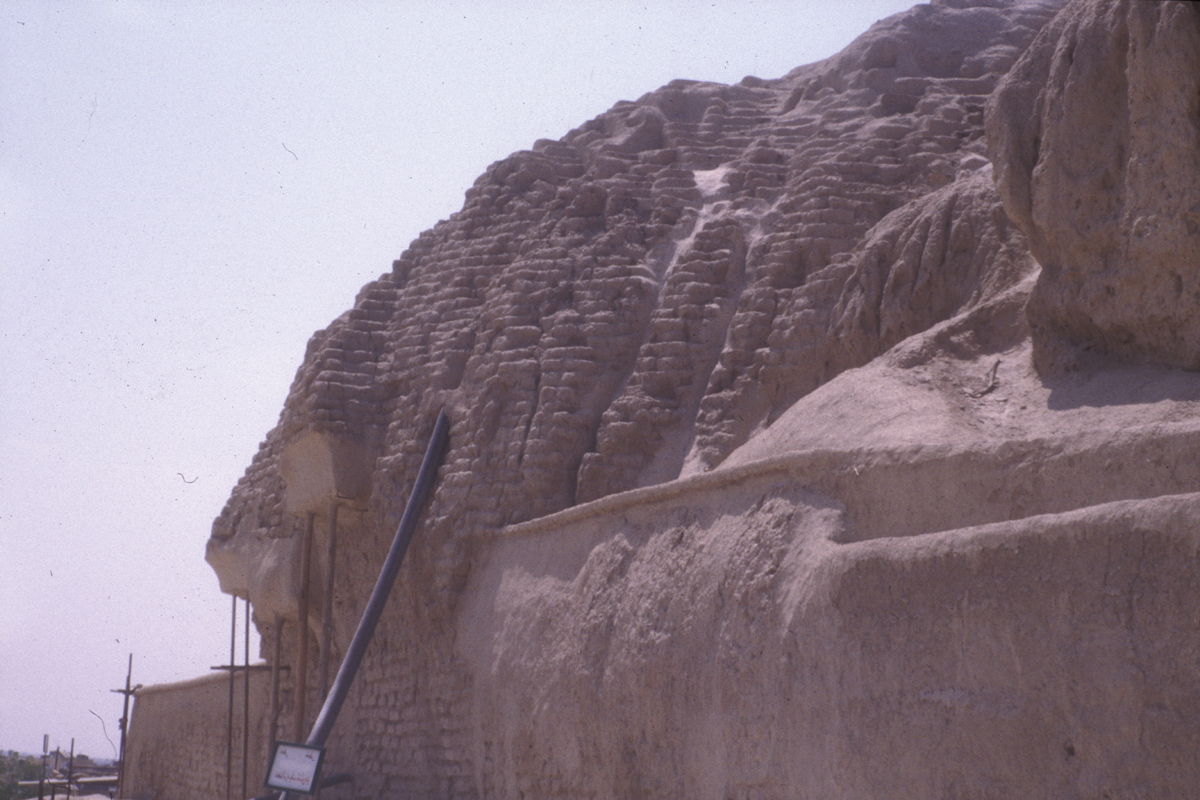
Фрагмент стены второй платформы первого из зиккуратов.
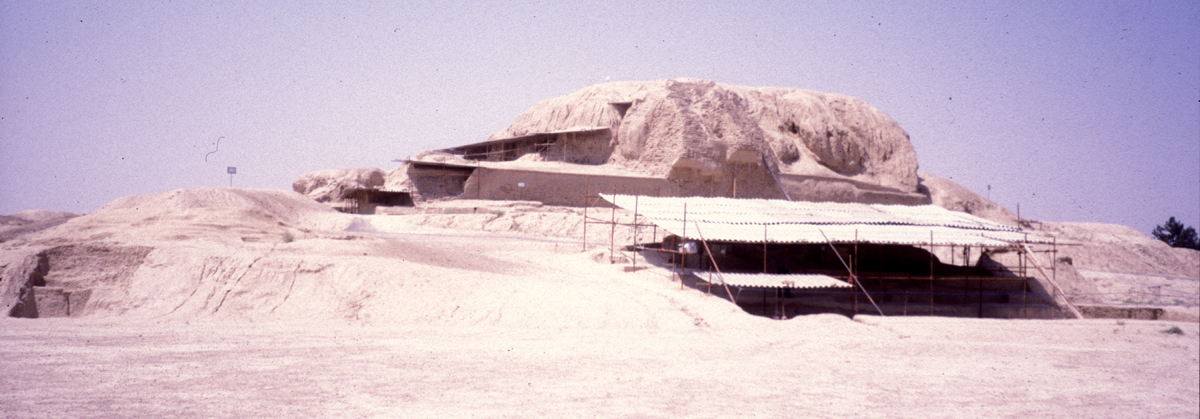
Вид на южный фасад останков первого зиккурата.
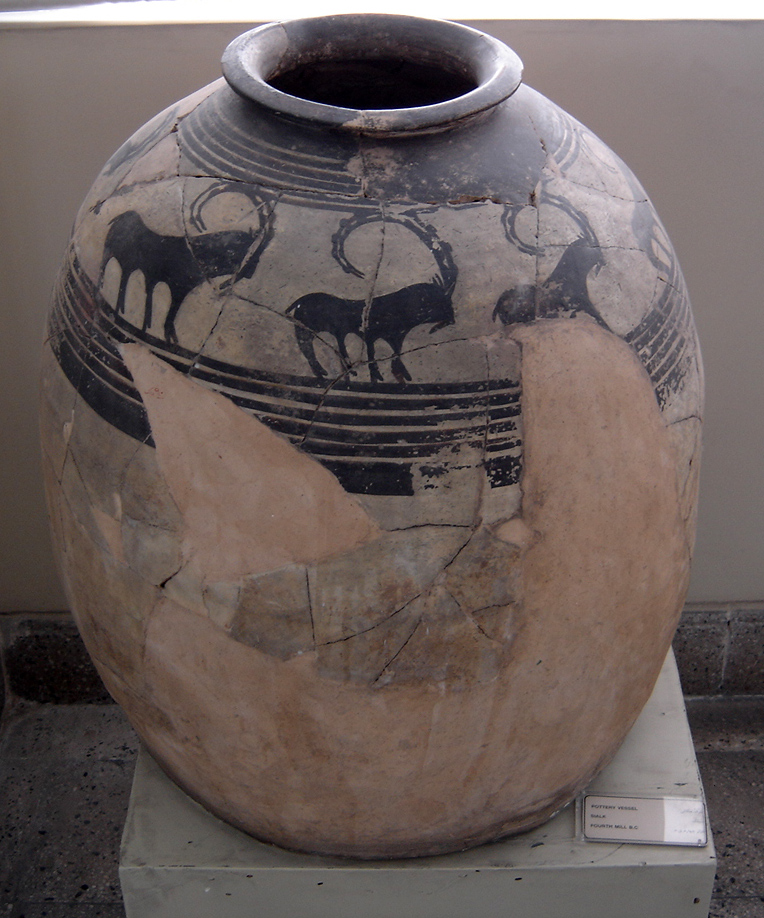
Керамический сосуд, 4 тыс. до н. э. Представлен в коллекции артефактов из Сиалка в Национальном музее Ирана в Тегеране.
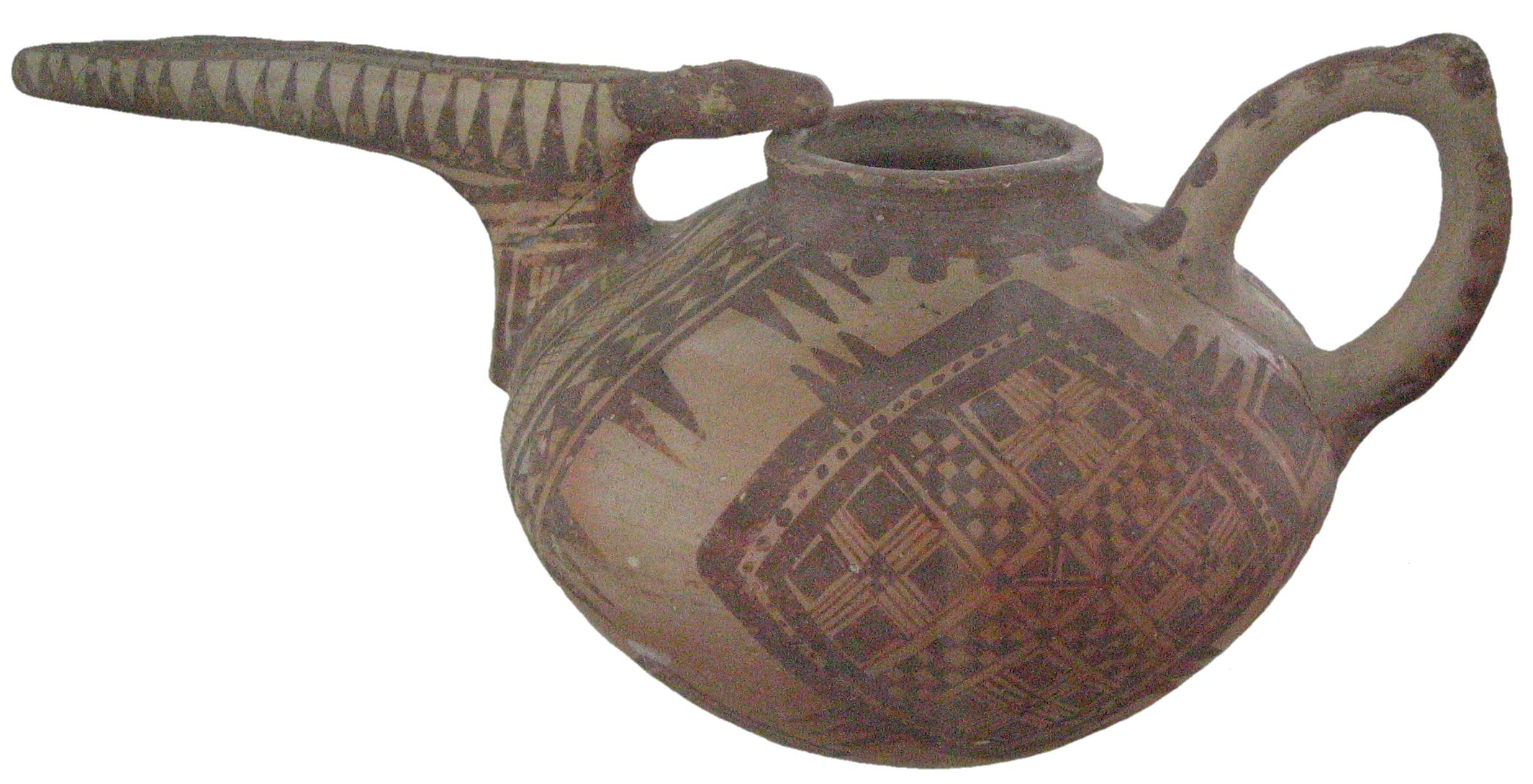
Керамика из Сиалка.
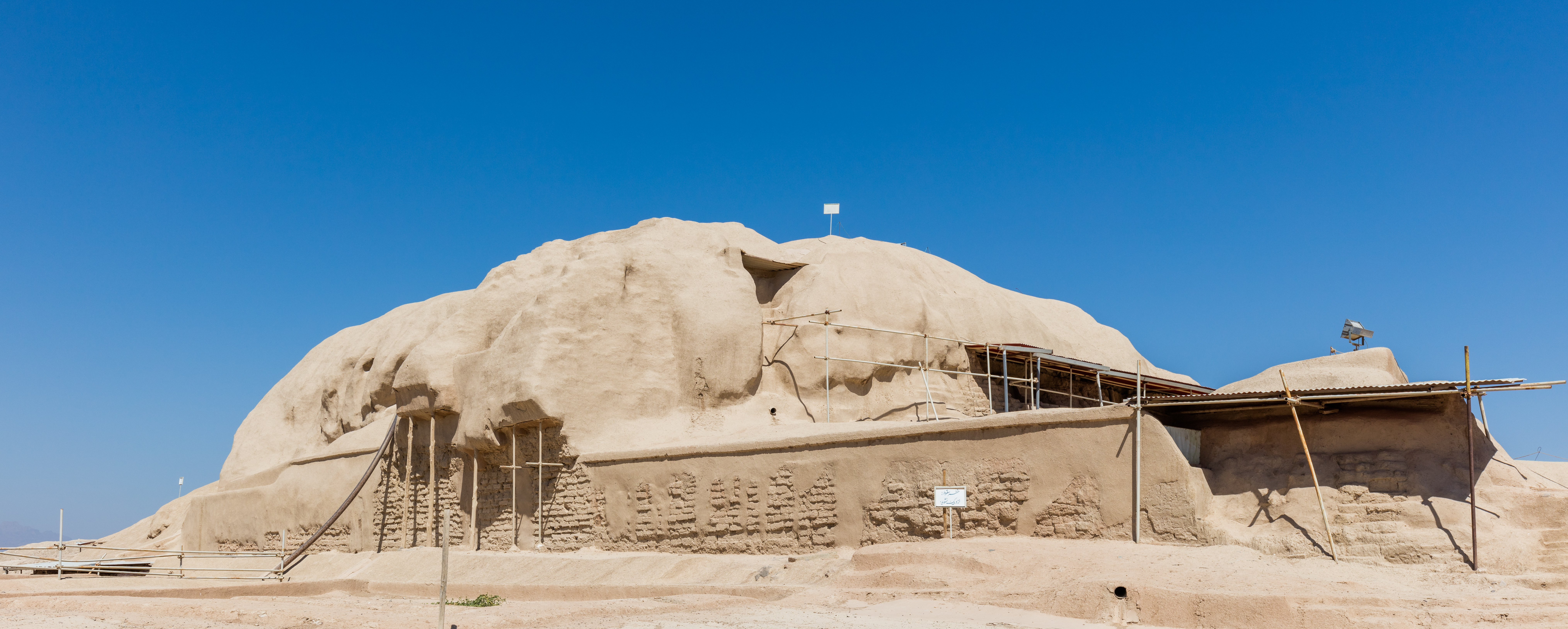
Сиалк
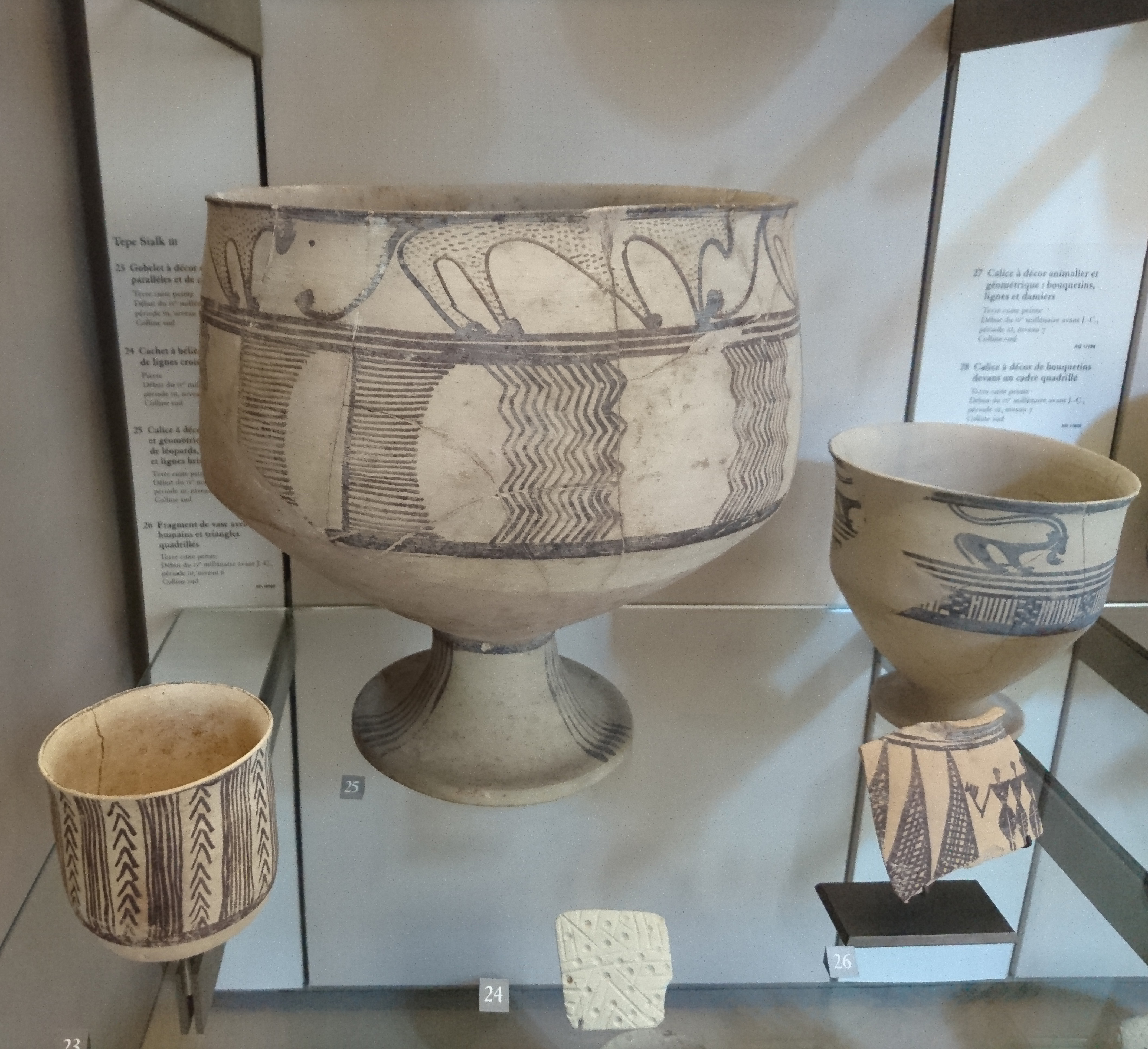
Керамика из Сиалка. Лувр.
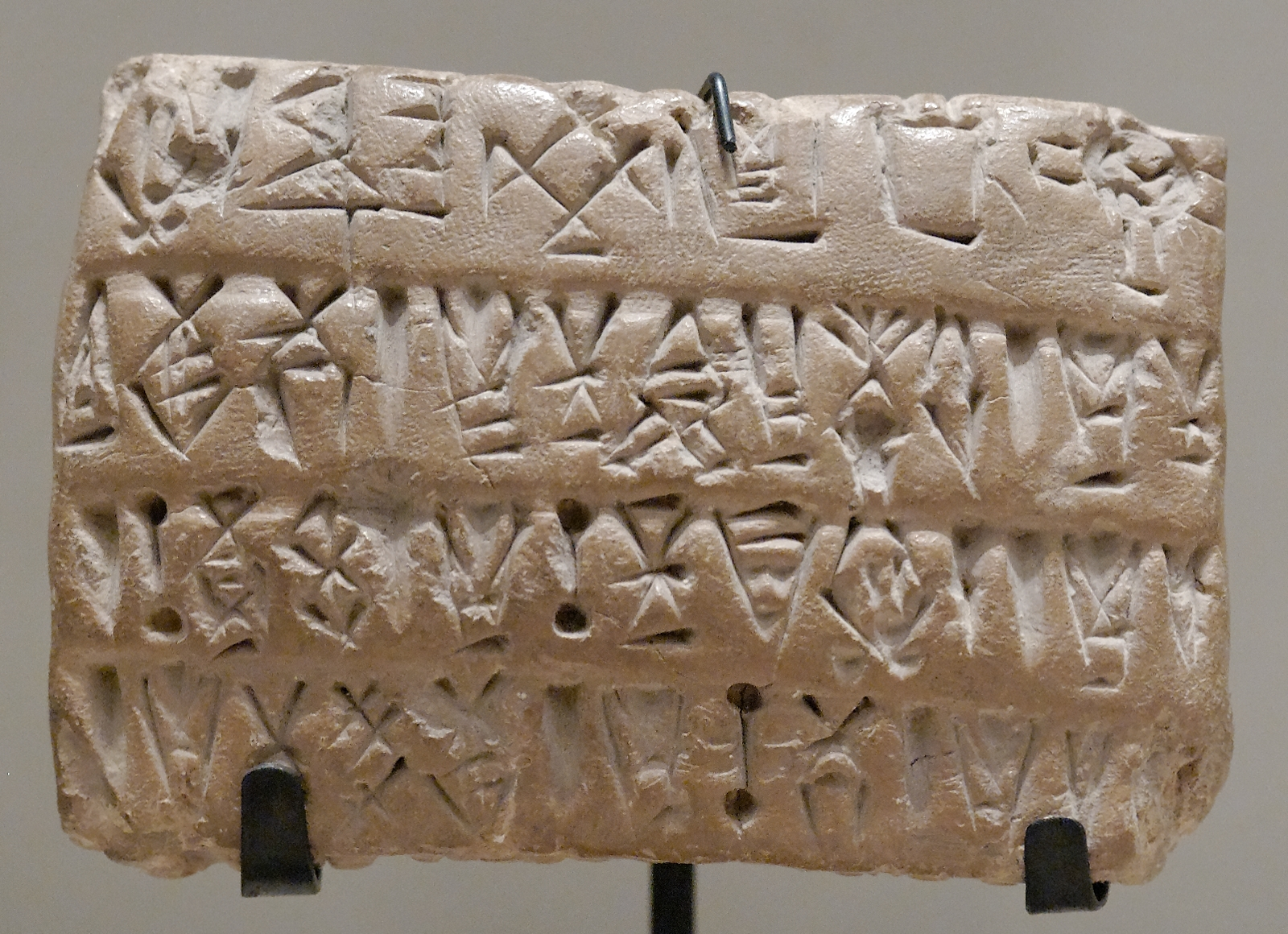
Экономическая табличка с цифровыми знаками. Протоэламская надпись в глине, Сузы, Урукский период (от 3200 г. до н. э. до 2700 г. до н. э.). Отдел восточных древностей, Лувр.
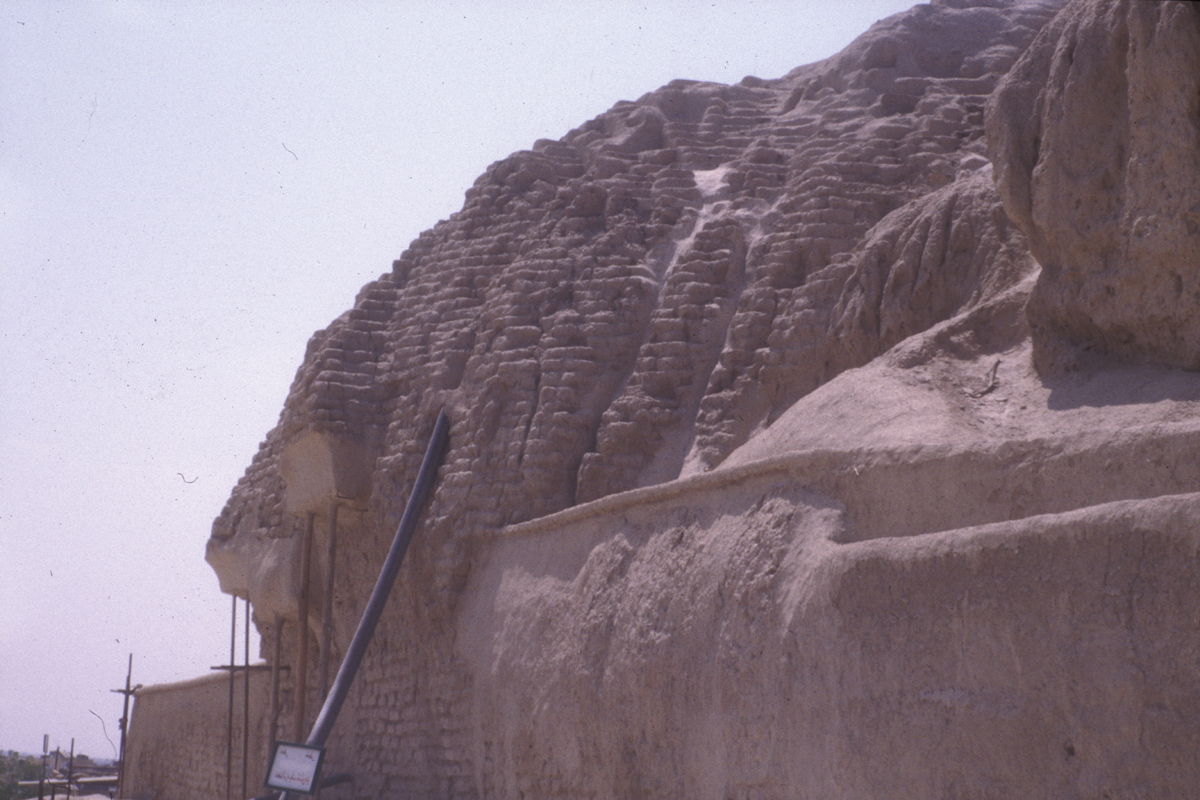
Детали стены второй платформы первого тепе.
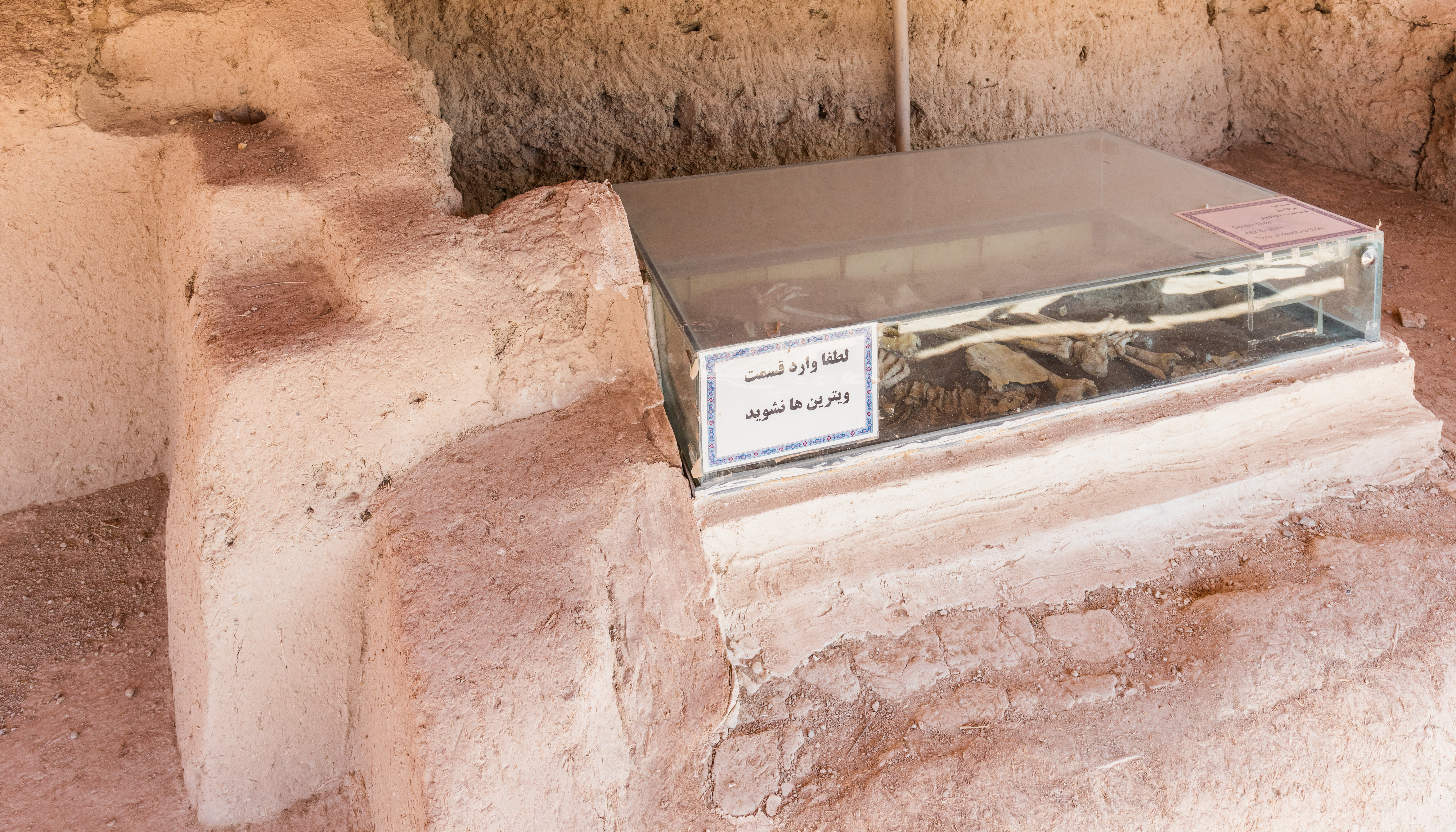
Гробница.
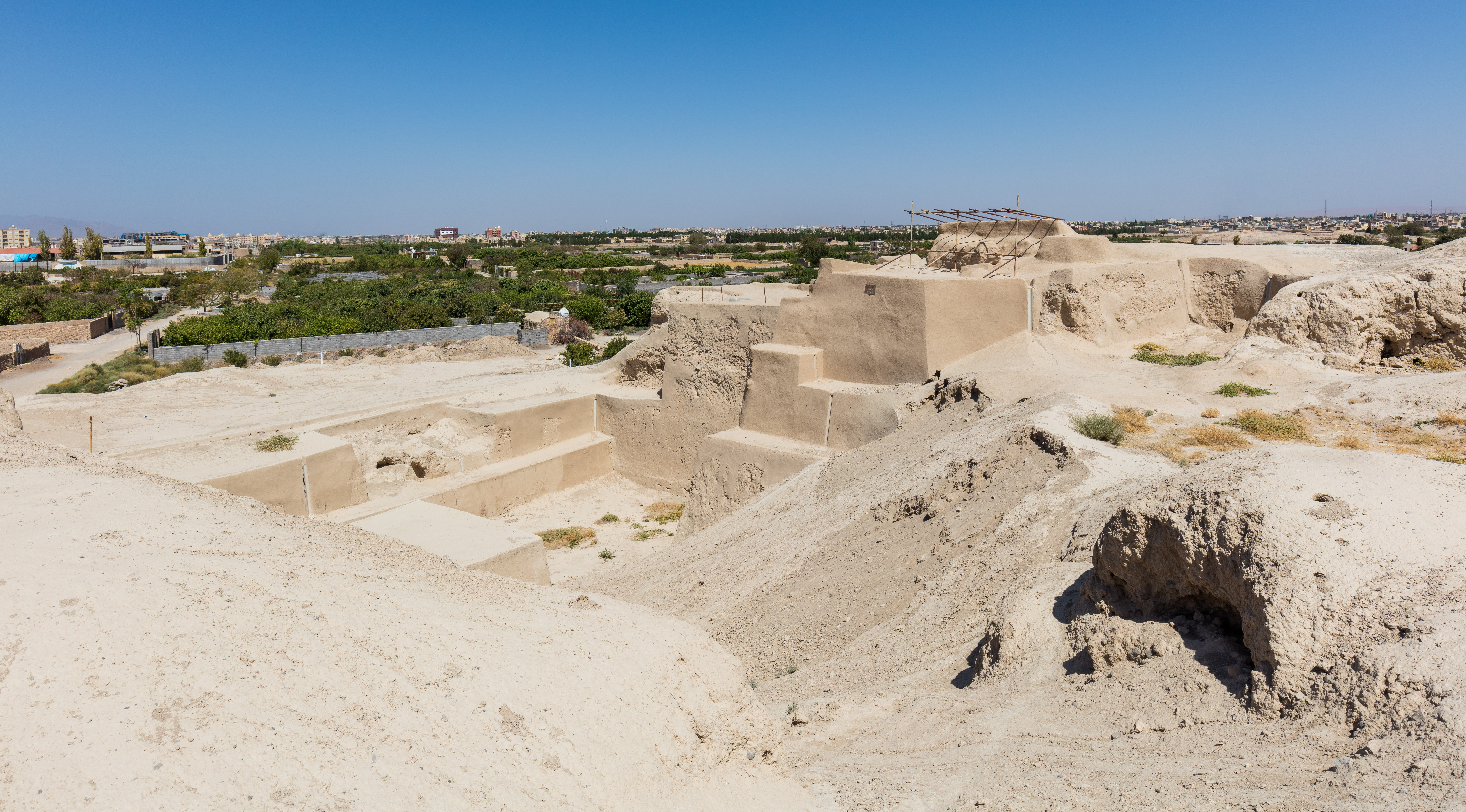
Отремонтированные здания.
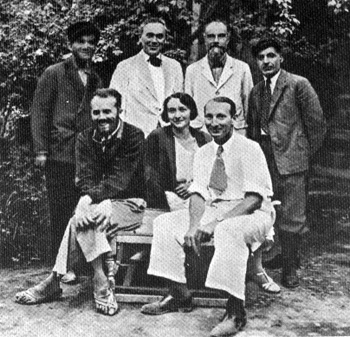
Команда Гиршмана в Сиалке в 1934 году: Роман Гиршман, Таня Гиршман[англ.] и доктор Контенау.